# Њитранске Хрнчјаровце
Њитранске Хрнчјаровце (слч. Nitrianske Hrnčiarovce) насељено је мјесто са административним статусом сеоске општине (слч. obec) у округу Њитра, у Њитранском крају, Словачка Република.

## Становништво
| Година:    | 1994. | 2004.    | 2014.   | 2024.    |
| ---------- | ----- | -------- | ------- | -------- |
| Број људи: | 1578  | 1818     | 1995    | 2412     |
| Разлика:   |       | +15,20 % | +9,73 % | +20,90 % |

| Година:    | 2023. | 2024.   |
| ---------- | ----- | ------- |
| Број људи: | 2393  | 2412    |
| Разлика:   |       | +0,79 % |

Према подацима о броју становника из 2011. године насеље је имало 1.929 становника.